# امواج سکوت (فیلم)
امواج سکوت (به انگلیسی: Waves of Silence) فیلمی هندی محصول سال ۲۰۱۲ و به کارگردانی جهنو باروا است. در این فیلم بازیگرانی همچون بیشنو خارگوریا، بینا پاتانگیا، جاتین بورا و ظریفا وحید ایفای نقش کرده‌اند.